# Lengsberg
Lengsberg ist ein Ortsteil in Oberodenthal in der Gemeinde Odenthal im Rheinisch-Bergischen Kreis. Er liegt in einer nach Nordwest abgehenden Stichstraße am Hang nordöstlich von Amtmannscherf im Scherfbachtal. Davon hat der Ort auch seinen Namen: „Lengis“ mit der Bedeutung Hang.

## Geschichte
Die älteste bekannte Erwähnung von Lengsberg stammt vom 12. Dezember 1563. Dabei geht es um die Erneuerung und Verbesserung des Weistums des Hofgerichts Osenau. Unter den aufgezählten Hofgeschworenen befindet sich auch ein „Martin von Lentsberg“. In der am 25. Juni 1602 neu abgefassten Zehntliste des Herrn zu Strauweiler findet sich „Das Gut zu Lanßberg“, das ein „ganzes Zehnt“ abzuführen hat.
Die Topographia Ducatus Montani des Erich Philipp Ploennies, Blatt Amt Miselohe, belegt, dass der Wohnplatz 1715 als Freyhof kategorisiert wurde und mit Lensberg bezeichnet wurde.
Carl Friedrich von Wiebeking benennt die Hofschaft auf seiner Charte des Herzogthums Berg 1789 als Lengsberg. Aus ihr geht hervor, dass Lengsberg zu dieser Zeit Teil von Oberodenthal in der Herrschaft Odenthal war.
Unter der französischen Verwaltung zwischen 1806 und 1813 wurde die Herrschaft aufgelöst. Lengsberg wurde politisch der Mairie Odenthal im Kanton Bensberg zugeordnet. 1816 wandelten die Preußen die Mairie zur Bürgermeisterei Odenthal im Kreis Mülheim am Rhein. In den 1840er Jahren gehörte der Hof Lengsberg neben dem Käsbacher Hof mit 108 Morgen Land dem Freiherrn von Geyr-Schweppenburg. Das deutet darauf hin, dass der Hof zu Amtmannscherf gehörte. Der Hof wurde im 19. Jahrhundert als Forsthaus genutzt. 
Der Ort ist auf der Topographischen Aufnahme der Rheinlande von 1824, auf der Preußischen Uraufnahme von 1840 und ab der Preußischen Neuaufnahme von 1892 auf Messtischblättern regelmäßig als Lengsberg verzeichnet. 
| Jahr | Einwohner | Wohn- gebäude | Kategorie  |
| ---- | --------- | ------------- | ---------- |
| 1830 | 8         |               | Hof        |
| 1845 | 6         | 1             | Ackergüter |
| 1871 | 7         | 1             | Forsthaus  |
| 1885 | 6         | 1             | Ortschaft  |
| 1895 | 9         | 1             | Ortschaft  |
| 1905 | 3         | 1             | Ortschaft  |